# Стадион Аросвален
Стадион Аросвален (швед. Arosvallen) је вишенаменски стадион у Вестеросу у Шведској. Дом је фудбалског тима ФК Вестерос. Такође се користи за атлетске догађаје и друге спортове и окупљања.
Стадион је био домаћин две утакмице Светског првенства 1958. године, Југославија - Шкотска и Југославија - Француска. Такође је био домаћин четири утакмице у групи, четвртфинала и полуфинала ФИФА Светског првенства за жене 1995.
Дана 18. фебруара 1934. године Аросвален је поставио рекорд посећености за шведску мушку најбољу „бенди” дивизију, са 11.231 гледаоцем који је гледао Вестерос СК и ИФК Упсалу (1 : 5).

## Важнија дешавања

### Светско првенство у фудбалу 1958.
| Датум         | Време UTC+1 | Домаћин     | резултат | Гост      | Коло     | Гледалаца |
| ------------- | ----------- | ----------- | -------- | --------- | -------- | --------- |
| 8. јун 1958.  | 19.00       | Југославија | 1 : 1    | Шкотска   | 2. група | 9.591     |
| 11. јун 1958. | 19.00       | Југославија | 3 : 2    | Француска | 2. група | 12.217    |